# Liu Zhongqing
Liu Zhongqing (chiń. 刘忠庆, ur. 10 listopada 1985 w Daqing) – chiński narciarz dowolny, specjalizujący się w skokach akrobatycznych. Jego największym sukcesem jest brązowy medal w skokach akrobatycznych wywalczony podczas igrzysk olimpijskich w Vancouver. Na mistrzostwach świata najlepszy wynik uzyskał podczas mistrzostw w Voss, gdzie zajął 4. miejsce w skokach akrobatycznych. Najlepsze wyniki w Pucharze Świata osiągnął w sezonie 2011/2012, kiedy to zajął 16. miejsce w klasyfikacji generalnej, a w klasyfikacji skoków akrobatycznych był piąty.

## Osiągnięcia

### Igrzyska olimpijskie
| Miejsce | Dzień     | Rok  | Miejscowość | Konkurencja        | Zwycięzca           |
| ------- | --------- | ---- | ----------- | ------------------ | ------------------- |
| 18.     | 23 lutego | 2006 | Turyn       | Skoki akrobatyczne | Han Xiaopeng        |
| 3.      | 25 lutego | 2010 | Vancouver   | Skoki akrobatyczne | Alaksiej Hryszyn    |
| 21.     | 17 lutego | 2014 | Soczi       | Skoki akrobatyczne | Anton Kusznir       |
| 9.      | 18 lutego | 2018 | Pjongczang  | Skoki akrobatyczne | Ołeksandr Abramenko |

### Mistrzostwa świata
| Miejsce | Dzień    | Rok  | Miejscowość   | Konkurencja        | Zwycięzca       |
| ------- | -------- | ---- | ------------- | ------------------ | --------------- |
| 21.     | 18 marca | 2005 | Ruka          | Skoki akrobatyczne | Steve Omischl   |
| 24.     | 4 marca  | 2009 | Inawashiro    | Skoki akrobatyczne | Ryan St. Onge   |
| 4.      | 7 marca  | 2013 | Voss          | Skoki akrobatyczne | Qi Guangpu      |
| 12.     | 10 marca | 2017 | Sierra Nevada | Skoki akrobatyczne | Jonathon Lillis |

### Puchar Świata

#### Miejsca w klasyfikacji generalnej
- sezon 2003/2004: 173.
- sezon 2004/2005: 100.
- sezon 2005/2006: 87.
- sezon 2006/2007: 25.
- sezon 2007/2008: 120.
- sezon 2008/2009: 43.
- sezon 2009/2010: 18.
- sezon 2010/2011: 75.
- sezon 2011/2012: 16.
- sezon 2012/2013: 27.
- sezon 2013/2014: 4.
- sezon 2015/2016: 127.
- sezon 2016/2017: 62.
- sezon 2017/2018: 59.

#### Miejsca na podium
1. Deer Valley – 30 stycznia 2009 (Skoki akrobatyczne) – 2. miejsce
2. Changchun – 19 grudnia 2009 (Skoki akrobatyczne) – 2. miejsce
3. Lake Placid – 20 stycznia 2012 (Skoki akrobatyczne) – 2. miejsce
4. Calgary – 29 stycznia 2012 (Skoki akrobatyczne) – 3. miejsce
5. Soczi – 17 lutego 2013 (Skoki akrobatyczne) – 2. miejsce
6. Beidahu – 15 grudnia 2013 (Skoki akrobatyczne) – 1. miejsce
7. Saint-Côme – 14 stycznia 2014 (Skoki akrobatyczne) – 1. miejsce
8. Lake Placid – 18 stycznia 2014 (Skoki akrobatyczne) – 2. miejsce
9. Beidahu – 18 grudnia 2016 (Skoki akrobatyczne) – 2. miejsce

- W sumie (2 zwycięstwa, 6 drugich i 1 trzecie miejsce).